# Zdzieszowice
Zdzieszowice là một thị trấn thuộc huyện Krapkowicki, tỉnh Opolskie ở nam Ba Lan. Thị trấn có diện tích 12 km². Đến ngày 1 tháng 1 năm 2011, dân số của thị trấn là 12908 người và mật độ 1045 người/km².